# نازیسم در ایران
نازیسم در ایران یا نازیسم ایرانی به وجود ایدئولوژی نازیسم یا ناسیونال سوسیالیسم در ایران اشاره دارد. حزب سومکا، پیشرو نازیسم در ایران بود. به اعتقاد بیشتر افراد، حضور نازیسم در ایران به بیزاری ایرانیان از روسیه و انگلستان و تصور نادرست یگانگی نژاد بین ملت آلمان و ایران بازمی‌گردد.

## تاریخچه

### نازیسم آلمانی و نفوذ در ایران
برخی از ایرانی‌ها همواره خود را با نژاد آریایی مرتبط می‌دانستند که پیشینه آن به ۲۵۰۰ سال قبل بازمی‌گردد اما ایده آریایی بودن آلمانی‌ها به قرن ۱۹ میلادی و پیدایش ناسیونالیسم و فاشیسم در اروپا بازمی‌گردد.
در دهه ۱۹۳۰ آلفرد روزنبرگ یکی از فیلسوفان هیتلر، کتاب اسطوره قرن بیستم را منتشر کرد که در آن ادعا کرده بود مشعل آریایی بودن را ایرانیان به آلمانی‌ها سپرده‌اند. دلیلش این بود که ایرانیان به خاطر ورود اسلام و تجاوزهای اعراب، ترک‌ها و مغول‌ها، دیگر نژاد خالص آریایی نیستند و با نژادهای پست‌تر ترکیب شده‌اند. به همین دلیل در سال ۱۹۳۶ زمانی که هیتلر می‌خواست فهرست نژادهای برتر و پست‌تر را منتشر کند، بحث شدیدی دربارهٔ جای ایران در این فهرست درگرفت. در نهایت آلمان‌ها تصمیم گرفتند ایرانیان را به عنوان یک ملت آریایی‌نژاد معرفی کنند و در فهرست نژاد برتر قرار دهند.
با شکست آلمان در جنگ جهانی اول، گرایش‌های ملی‌گرایانه با گرایش فاشیستی و تمامیت‌خواهانه در آلمان شکل گرفت. پس از تشکیل حزب نازی به رهبری آدولف هیتلر، این ادعا که «نژاد آریایی»، نژاد برتر است، به سیاست رسمی آلمان تبدیل شد. در طول همین زمان در ایران ایدهٔ «میراث ایران باستان» تبلیغ می‌شد. همچنین وزارت تبلیغات آلمان نازی به رهبری یوزف گوبلس در تلاش بود نظریات برتری نژادی و عقاید ضد سامی را در ایران تبلیغ کند. از طرفی دیگر ایران برای افسران گشتاپو فرصتی بود که می‌توانستند از آن به عنوان پایگاهی در خاورمیانه برای تحریک علیه یهودیان و انگلیس استفاده کنند.
اروین اتل، سفیر آلمان در ایران، با سازماندهی یک شبکهٔ تبلیغاتی خبررسانی و تبلیغ دربارهٔ ظهور امام زمان و رهایی جهان به دست او متمرکز شد. تبلیغات آلمان نازی در تلاش برای گسترش باورهای برتری نژادی و عقاید ضدسامی در ایران بود، رادیو برلین تبلیغ می‌کرد که آلمانی‌ها و ایرانیان از یک نژاد هستند و باید در جبهه‌ای متحد علیه استعمار مبارزه کنند. در این زمان بسیاری از مردم بر این باور بودند که آلمانی‌ها یا اهالی قوم «ژرمن» در اصل اهل استان کرمان بوده‌اند، همچنین برخی از ملایان شیعه تبلیغ می‌کردند که هیتلر پنهانی اسلام آورده و برای «اعتلای کلمهٔ حق» با روس و انگلیس مبارزه می‌کند. همچنین برخی از آنان می‌گفتند که حروف ابجد کلمات آدولف هیتلر با امام زمان یکسان است. این در حالی بود که نظریه‌پردازان اصلی ناسیونال سوسیالیسم بر این باور بودند که ایرانیان امروزی با نژاد آریایی هیچ ارتباطی ندارند. برخی بر این باورند که آلمانی‌ها فقط ایران را به عنوان یک پایگاه در خاورمیانه می‌دیدند و تمامی ادعاهای نژادی صرفاً برای استفاده‌های ایدئولوژیکی به‌کار می‌رفتند.
رادیو برلین از ائتلاف میان «آریایی‌های شمال» و «ملت زرتشت» سخن به میان آورده بود.

### احزاب

درفش حزب سومکا

حزب سومکا که پیشتاز نازیسم در ایران بود، تشکیلاتی با ایدئولوژی ملی‌گرایانه افراطی بود. این حزب همچنین از سیاست‌های حزب ناسیونال سوسیالیست کارگران آلمان حمایت می‌کرد. سومکا به مخالفت با کمونیسم می‌پرداخت و سعی بر رواج عرب‌ستیزی و یهودستیزی در ایران داشت.
به گفتهٔ داریوش همایون که زمانی در حزب سومکا عضویت داشت:
حزبی بود که از یک جهان‌بینی بسیار شدید ناسیونالیستی و نژادی، طرفداری می‌کرد. البته نژادی نه باز به این معنی که نژاد سیاه یا قهوه‌ای را نژاد مادون بداند ولی روی آریایی بودن نژاد ایران خیلی تکیه می‌کرد به عنوان یکی از مایه‌های غرور ملی چون معتقد بود که ایرانیان فاقد غرور ملی هستند و به این دلیل تحت تأثیر خارجی‌ها قرار می‌گیرند، به این دلیل ایدئولوژی کمونیستی در آنها رخنه پیدا کرده و به همین دلیل از تسلط شوروی یا انگلستان بر کشور خودشان چندان نگران و ناراحت نیستند…

روزنامه حزب سومکا با شعار: ما نگهبان این خون و نژادیم.

اکثر اعضای حزب سومکا، تا پیش از شکست آلمان در جنگ جهانی دوم، به عضویت حزب نازی درآمده بودند؛ ولی پس از پایان جنگ همگی به ایران بازگشتند.

## نازیسم در فرهنگ امروزهٔ ایران
برخی چاپ شدن و فروش کتاب نبرد من را نشانه وجود نازیسم در ایران دانسته و از آن انتقاد می‌کنند.
همچنین در ۱۸ مهر ۱۳۸۳، در پی مسابقه دوستانه تیم‌های ملی ایران و آلمان، هواداران فوتبال ایران در زمان پخش سرود ملی آلمان به سبک سلام نازی دست‌های خود را بالا بردند که باعث تعجب آلمانی‌ها شد و انتقادهایی را درپی داشت. البته دلیل این عمل عدم آگاهی مردم حاضر در استادیوم نسبت به پیامدها بود.

## نئونازیسمدر ایران
جنبش نئونازی ایران در ۱۰ اسفند ۱۳۸۶ در اینترنت تشکیل شده‌است. فعالیت گروه‌های طرفدار نازیسم و نئونازی در سطح اینترنت باعث مخالفت احزاب و گروه‌های سیاسی داخل و خارجِ ایران شده‌است.